# Бортники 1
Бо́ртники 1 (бел. Бортнікі 1) — деревня в Бешенковичском районе Витебской области Белоруссии. Входит в состав Улльского сельсовета. Расположена в 23 км от городского посёлка Бешенковичи, в 21 км от железнодорожной станции Ловша, в 64 км от Витебска. Население — 16 человек (2019).

## История
Впервые упоминается в конце XVIII века как имение и собственность доминиканцев в составе Полоцкого воеводства ВКЛ. После второго раздела Речи Посполитой 1793 года в составе Российской империи. В 1847 году в составе Лепельского уезда во владении помещика Добровольского. Имение состояло из деревни в 16 дворов и 191 жителя и фольварка Шаркова.
В 1905 году в составе Улльской волости Лепельского уезда Витебской губернии. С 3 марта 1924 года в составе БССР. С 20 августа 1924 года в составе Усвейского сельсовета Улльского района Полоцкого округа.
С 8 июля 1931 года в составе Сиротинского района, с 25 июля 1931 года в Бешенковичском районе. С 20 февраля 1938 года в Витебской области.
C 3 июля 1941 года по 26 июня 1944 год была оккупирована немецко-фашистскими войсками. В сентябре 1943 года было сожжено 72 двора, 8 жителей деревни погибло. После окончания войны деревня восстановлена.
С 9 сентября 1946 года по 17 декабря 1956 года в составе Улльского района.
В 1998 году в составе совхоза имени П. М. Романова (позднее реорганизован в коммунальное сельскохозяйственное унитарное предприятие имени Романова с центром в агрогородке Улла). В 2004 году включён в состав КСУП «Сокорово» с центром в деревне Сокорово. Позднее в составе «Бешенковичи агросервис» с центром в Бешенковичах.

## Население
Население деревни на 2019 год составляло 16 человек.
| 1905 | 1926  | 1940  | 1998 | 1999 | 2009 | 2014 | 2018 | 2019 |
| ---- | ----- | ----- | ---- | ---- | ---- | ---- | ---- | ---- |
| 67   | ▲ 344 | ▼ 343 | ▼ 95 | ▼ 81 | ▼ 48 | ▼ 45 | ▼ 34 | ▼ 16 |

## Наследие
Рядом с деревней расположен курган периода раннего Средневековья.